# Музей Маленького принца в Хаконе

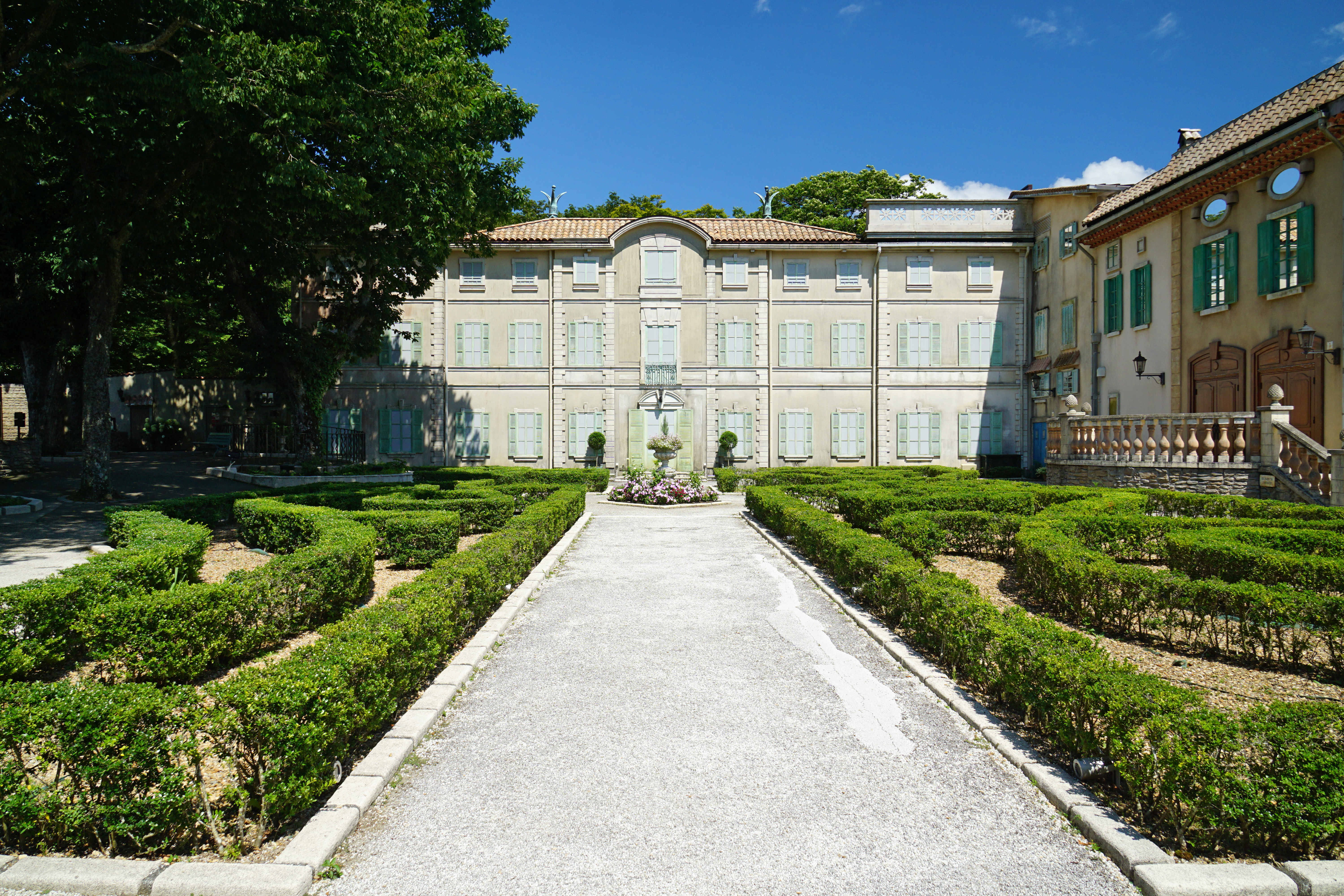
Вход в музей

Музей Маленького принца в Хаконе (яп. 星の王子さまミュージアム) — музей в Хаконе (Япония), посвященный главному герою сказки Антуана де Сент-Экзюпери «Маленький принц».
Этот музей площадью 10 000 квадратных метров был основан мадам Акико Тории. Открытие произошло 29 июня 1999 года, в день рождения Сент-Экзюпери.
На сентябрь 2021 года музей принадлежит группе TBS (Tokyo Broadcasting System).